# 펜실베이니아주의 대학 목록
다음은 미국 펜실베이니아주의 대학 목록이다.
- 펜실베이니아 주립 대학교
- 피츠버그 대학교
- 템플 대학교
- 펜실베이니아 인디애나 대학교
- 쿠츠타운 대학교
- 브린마 칼리지
- 카네기 멜런 대학교
- 드렉셀 대학교
- 듀케인 대학교
- 리하이 대학교
- 펜실베이니아 대학교
- 세인트 조지프스 대학교
- 빌라노바 대학교
- 미시오 신학교
- 미국 카르파도-러시아 정교회 교구의 Christ the Saviour Seminary
- 피츠버그 신학교
- 미국 육군참모대학교
- 웨스트민스터 신학교
- 버크넬 대학교
- 디킨슨 칼리지
- 그로브 시티 칼리지
- 해버퍼드 칼리지
- 라파예트 칼리지
- 모라비안 대학교
- 스와스모어 칼리지
- 커티스 음악원
- 펜실베이니아 미술아카데미

## 같이 보기
- 미국의 대학 목록
- 대학 목록